# Phytolacca dodecandra
Phytolacca dodecandra L'Hérit., por vezes referido pelo seu sinónimo taxonómico Sarcoca dodecandra, é um arbusto escandente nativo da África tropical e do sul e Madagáscar. A planta, conhecida pelo nome comum de endod (አማርኛ; o seu nome em amárico), é cultivado há vários séculos no centro e leste da África, particularmente na Etiópia, onde é utilizada como fonte de sabão e como veneno para atordoar peixes. O extracto da sua seiva é tóxico para moluscos, o que o torna interessante no controlo de populações de caracóis de água doce, entre os quais as espécies que são vectores da bilharziose, e do mexilhão-zebra.

## Descrição
S. dodecandra é uma espécie polimorfa, assumindo diversas formas e dimensões em função das condições edafoclimáticas do local onde cresça e da variedade ou cultivar. A polimorfia resulta de plasticidade ecológica da planta, cultivada desde há muitos séculos, o que permitiu o desenvolvimento de múltiplas variedades. Em geral, assume a forma de um arbusto semi-suculento, com crescimento escandente, mas por vezes crescendo como liana com hastes de 10 a 20 m de comprimento. Existem variedades rastejantes e variedades de ramagens curtas, em geral tolerantes à secura e à forte radiação solar.
A raiz é aprumada, com uma raiz principal forte e profunda. O tronco e os ramos são em geral glabros, com ritidoma liso, podendo atingir os 45 cm de diâmetro nas variedades escandentes.
As folhas são alternas, simples e inteiras, sem estípulas, ovadas, com lâmina elíptica com 3,0-14,0 cm de comprimento e 1,5-9,5 cm de largura, arredondada na base e ligeiramente decorrente junto ao pecíolo. O ápice é agudo a arredondado, mucronado, glabro a levemente piloso. Os pecíolos são elongados, com 1–4 cm de comprimento.
A espécie é dioica, com inflorescências em racemos axilares ou terminais, com 5–30 cm de comprimento, com numerosas flores, com eixo piloso. As brácteas têm até 2,5 mm de comprimento, recobertas com pelos curtos. As flores são funcionalmente unissexuais, pentâmeras, suavemente perfumadas. Os pedicelos têm 2–8 mm de comprimento.
As flores masculinos têm sépalas estreitamente oblongas, com até 2,5 mm de comprimento, reflexas, esbranquiçado a amarelo-esverdeado, pétalas ausentes, 10-20 estames, em 2 verticilos, livres, filamentos de 3–7 mm de comprimento e ovário geralmente rudimentar.
As flores femininas têm flores oblongas a ovadas, com até 2,5 mm de comprimento, sépalas reflexas, acrescentes aquando da frutificação, variando de amarelo para vermelho. Pétalas ausentes, 8-12 estames rudimentares; ovário superior consistindo em 4-5 carpelos livres, ovóides, estilos com 1–2 mm de comprimento, curvos; estigmas lineares.
Os frutos são compostos, constituídos 4-5 bagas fundidas na base, cada uma com até 15 mm de diâmetro e uma única semente. Os frutos são carnosos, mantendo restos do estilo no ápice. Ao amadurecerem adquirem cores que variam do alaranjado ao vermelho ou arroxeada.
As sementes são em forma de rim, lateralmente achatadas, com 2–4 mm de comprimento, de cor preto brilhante.

## Etnobotânica
A planta é cultivada e utilizada sob diversas formas pelos povos do centro e leste da África e de Madagáscar desde tempos imemoriais. A polimorfia que a planta exibe no centro e leste da África indicia ser milenar a sua manutenção em cultura, o que permitiu seleccionar variedades regionais diferenciadas em relação às formas silvestres. Estas variedades apresentam diferentes níveis de toxicidade.
A planta é utilizada para fins medicinais, como estimulante em bebidas, como fonte de moluscicidas e de produtos que atordoam os peixes e como fonte de substâncias tensioactivas utilizadas como sabão.